# 時任学園中等教育学校
時任学園中等教育学校（ときとうがくえんちゅうとうきょういくがっこう）は、千葉県印西市岩戸にある私立中等教育学校。当記事では前身である時任学園女子中学校（ときとうがくえんちゅうがっこう）、日本イデア高等学校（にほんイデアこうとうがっこう）も併せて記載する。

## 概要
1学年の定員を15名とする少人数教育を実施する全寮制学校である。
2008年（平成20年）に卒業生を出して以来、在校生は在籍しないが、2025年（令和7年）現在も引き続き入学者を募集している。
なお、設立者で現校長の時任靜吉は、俳優・歌手の時任三郎の叔父にあたる。

## 沿革
- 1992年 - 時任学園女子中学校、日本イデア高等学校開校
- 2001年 - 時任学園女子中等教育学校に改組
- 2004年 - 男女共学化に伴い、時任学園中等教育学校に校名変更
- 2006年11月 - 時任学園同窓会ぷらむ会発足